# Károly Markó

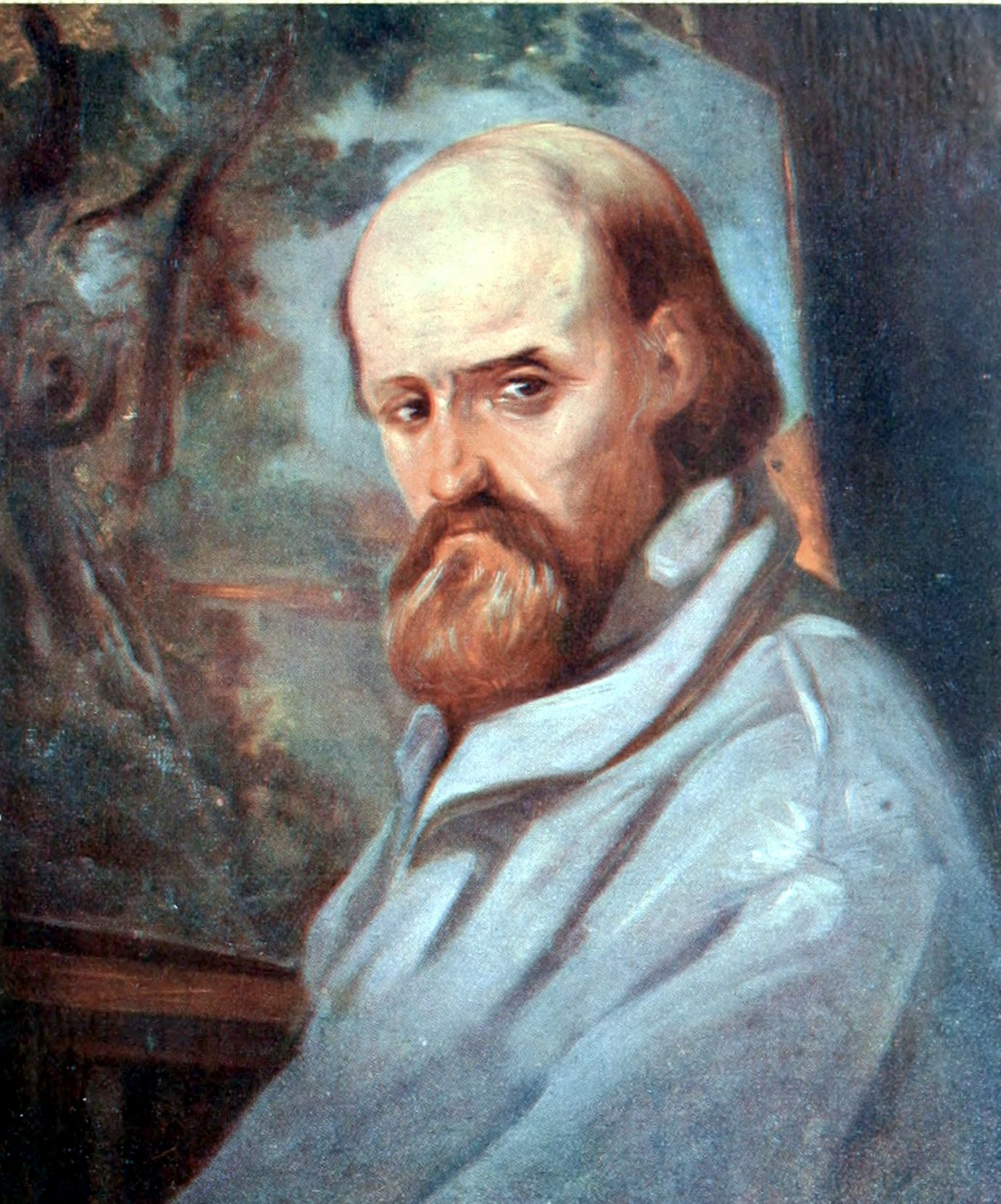
Autorretrato (fecha desconocida)

Károly Markó, el viejo, también conocido como Carlo Marco (Lőcse, Eslovaquia, 25 de septiembre de 1791-Villa Medici di Lappeggi, Florencia, 19 de noviembre de 1860) fue un paisajista húngaro.

## Biografía
Sus primeros estudios los realizó como ingeniero en Kolozsvár. Posteriormente se trasladó a Pest, lugar dónde aprendió a copiar grabados, siendo su maestro el pintor János Jakab Müller.
Sus primeras obras retomaron los temas del romanticismo húngaro, tales como paisajes y castillos, los cuales fueron promovidos en un primer momento por la Academia de Ciencias de Hungría, así como paisajes topográficos.
En 1822 inició sus estudios en la Academia de Viena donde se enfocó en los estudios de pintura histórica, convirtiéndose en su maestro Peter Krafft. También es en la Academia que conoció al que sería su discípulo Franz Schrotzberg, retratista. Durante su estancia en Viena, contrajo matrimonio y nacieron sus hijos, entre ellos el también pintor Károly Markó, el joven.
Gracias al apoyo financiero del banquero Geymüller, en 1832 se traslada a Roma, pasando por otras ciudades italianas como Florencia y Venecia. Es en esta ciudad donde tuvo contacto con diversos artistas académicos de diferentes partes, entre ellos Eugenio Landesio En 1840 obtuvo una plaza como profesor en la Academia de Florencia, posteriormente fue nombrado miembro de la Academia de Ciencias de Hungría.
Desde 1848 hasta su muerte, permaneció en la Villa Appeggi. En dicho lugar, así como con algunos viajes a Pest, continuó con su producción artística, en el que regresó a sus bases, realizando pinturas del paisaje húngaro.